# Lucky Soul
Lucky Soul är ett brittiskt indiepopband från sydöstra London. Bandet består av Ali Howard, Andrew Laidlaw, Ivor Sims, Malcolm Young, Russell Grooms och Paul Atkins.
Bandet har bland annat turnerat i Storbritannien, Spanien, Italien, Tyskland, Sverige, Japan, USA och Ryssland.

## Diskografi
Studioalbum
- 2007 – The Great Unwanted
- 2011 – A Coming of Age
- 2017 – Hard Lines

Singlar
- 2006 – "My Brittle Heart" / "Give Me Love"
- 2006 – "Lips are Unhappy"
- 2007 – "Ain't Never Been Cool"
- 2007 – "Add Your Light To Mine, Baby"
- 2007 – "One Kiss Don't Make A Summer"
- 2007 – "Lips Are Unhappy" / "Lonely This Christmas"
- 2010 – "White Russian Doll"
- 2010 – "Woah Billy!"
- 2010 – "Up In Flames"